# Liane Curtis
Liane Alexandra Curtis (11 de julio de 1965) es una actriz estadounidense. Protagonizó las películas Critters 2: The Main Course y Girlfriend from Hell, además de actuar en películas como Sixteen Candles, Baby It's You y Wild Orchid II: Two Shades of Blue. También ha participado en reconocidas series de televisión como Married... with Children y Sons of Anarchy.

## Filmografía

### Cine y Televisión
- Baby It's You (1983) como Jody
- Sixteen Candles (1984) como Randy
- The Brother from Another Planet (1984) como Ace
- Hard Choices (1985) como Maureen
- The Best Times (1985) como Annette Dimetriano
- The Equalizer como Elaine (1 episodio, 1987)
- Married... with Children como Debbie (1 episodio, 1987)
- 21 Jump Street como Lauren Carlson (1 episodio, 1987)
- Knots Landing como Karen (1 episodio, 1987)
- Kenny (1988) como Sharon Kay
- The Bronx Zoo como Joanie Barris (1 episodio, 1988)
- Critters 2: The Main Course (1988) como Megan Morgan
- Girlfriend from Hell (1989) como Maggie
- Kojak: None So Blind (1990) como Lorraine
- WIOU como Trudy (10 episodios, 1990–1991)
- Queens Logic (1991) como Cashier
- Reason for Living: The Jill Ireland Story (1991) como Lori
- Rock 'n' Roll High School Forever (1991) como Stella
- Wild Orchid II: Two Shades of Blue (1991) como Mona
- Exclusive (1992) como Carol
- Benny & Joon (1993) como Claudia
- Erotique (1994) como Murohy
- Trial by Fire (1995) como Doreen
- Soundman (1998) como Kate
- ER como Sra. Shayotovich (2 episodios, 2001)
- The Failures (2003) como Samantha Kyle
- Threat Matrix (1 episodio, 2003)
- Line of Fire (1 episodio, 2003)
- Have Love, Will Travel (2007) como Beverly
- Sons of Anarchy como April (1 episodio, 2008)
- Angel Falls in Love como CoCo (2011)